# Bursa Jasielska
Bursa Jasielska – budynek w Jaśle.

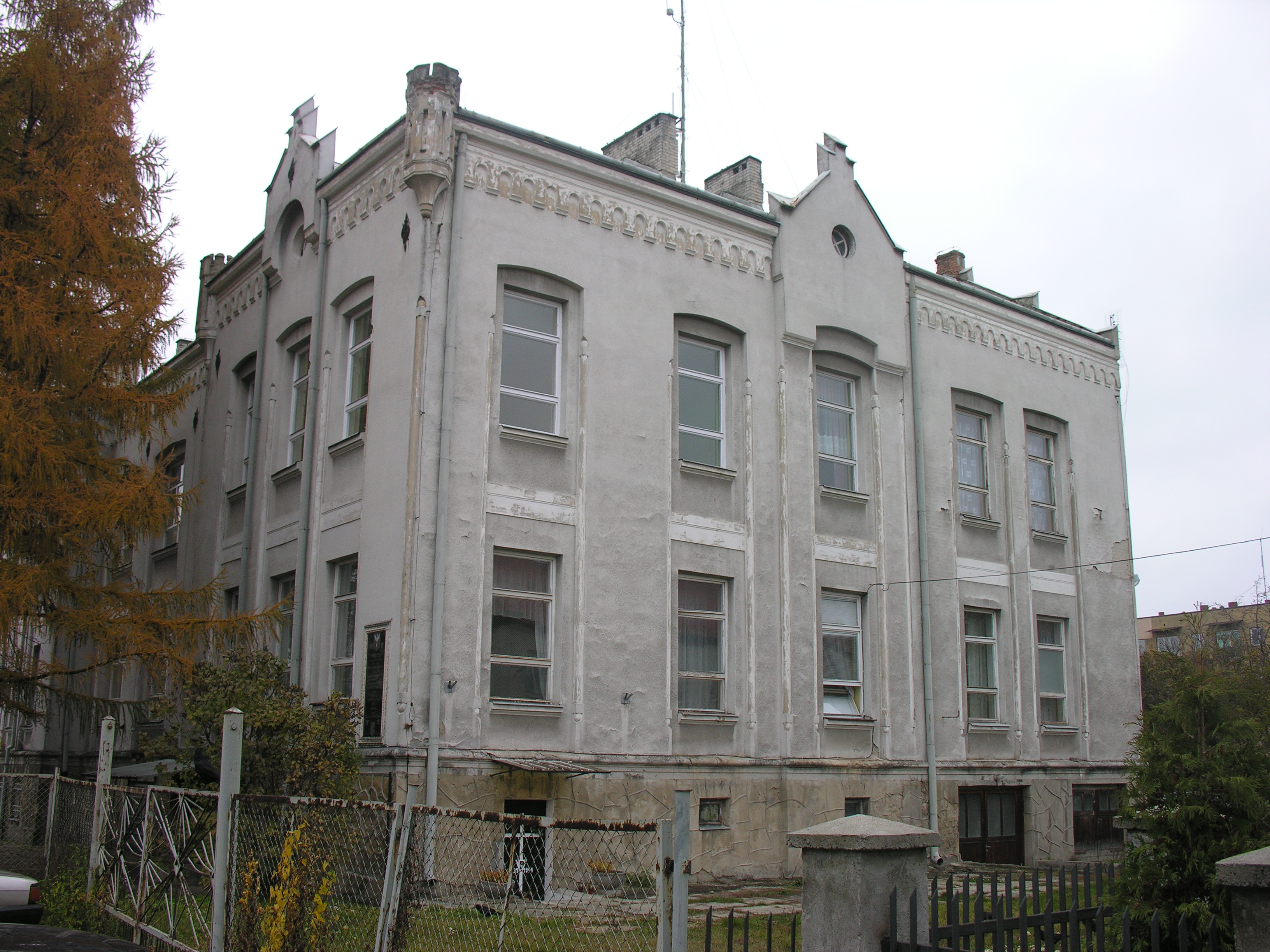
Budynek Bursy Jasielskiej

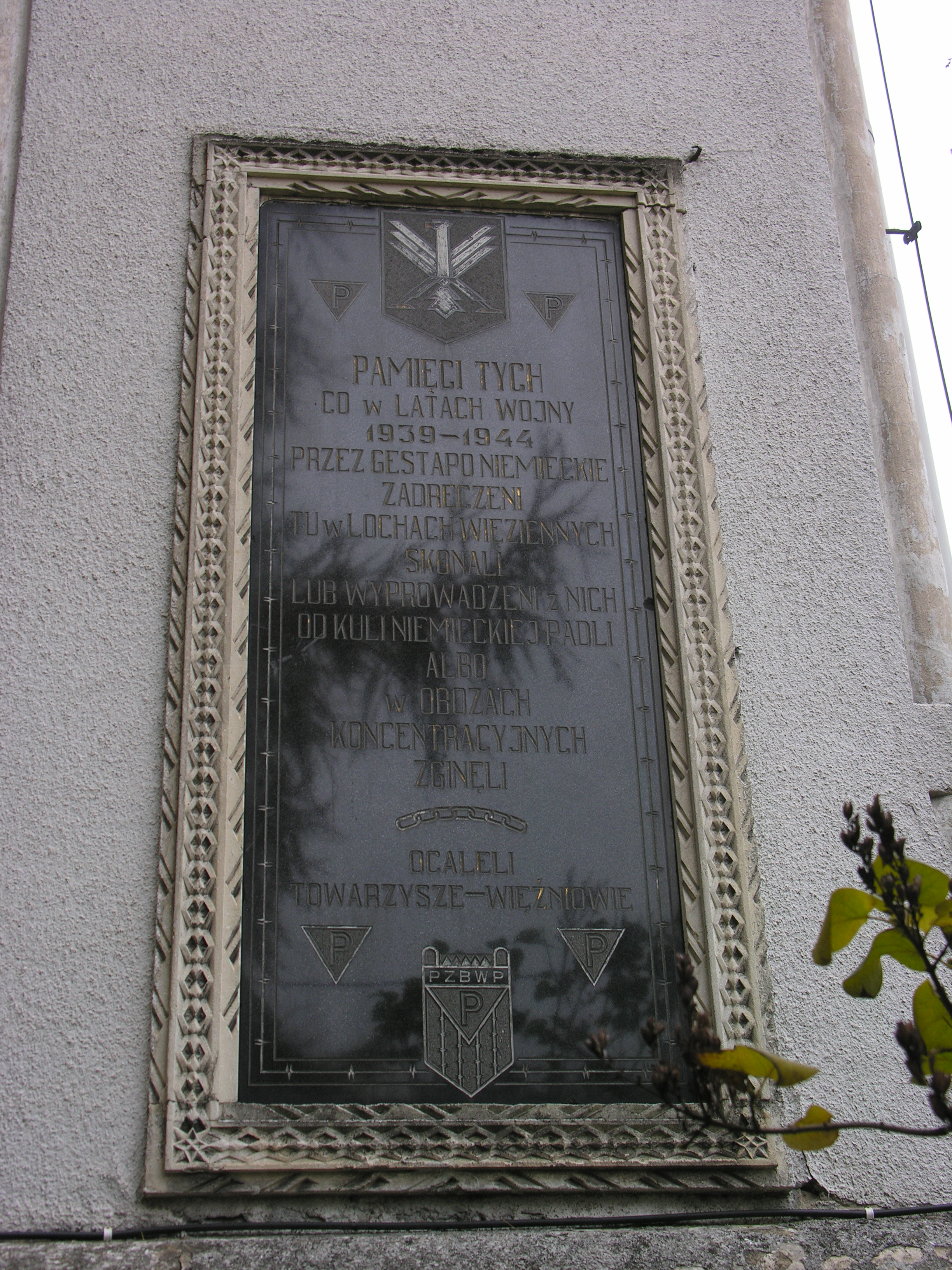
Tablica pamiątkowa na budynku Bursy Jasielskiej

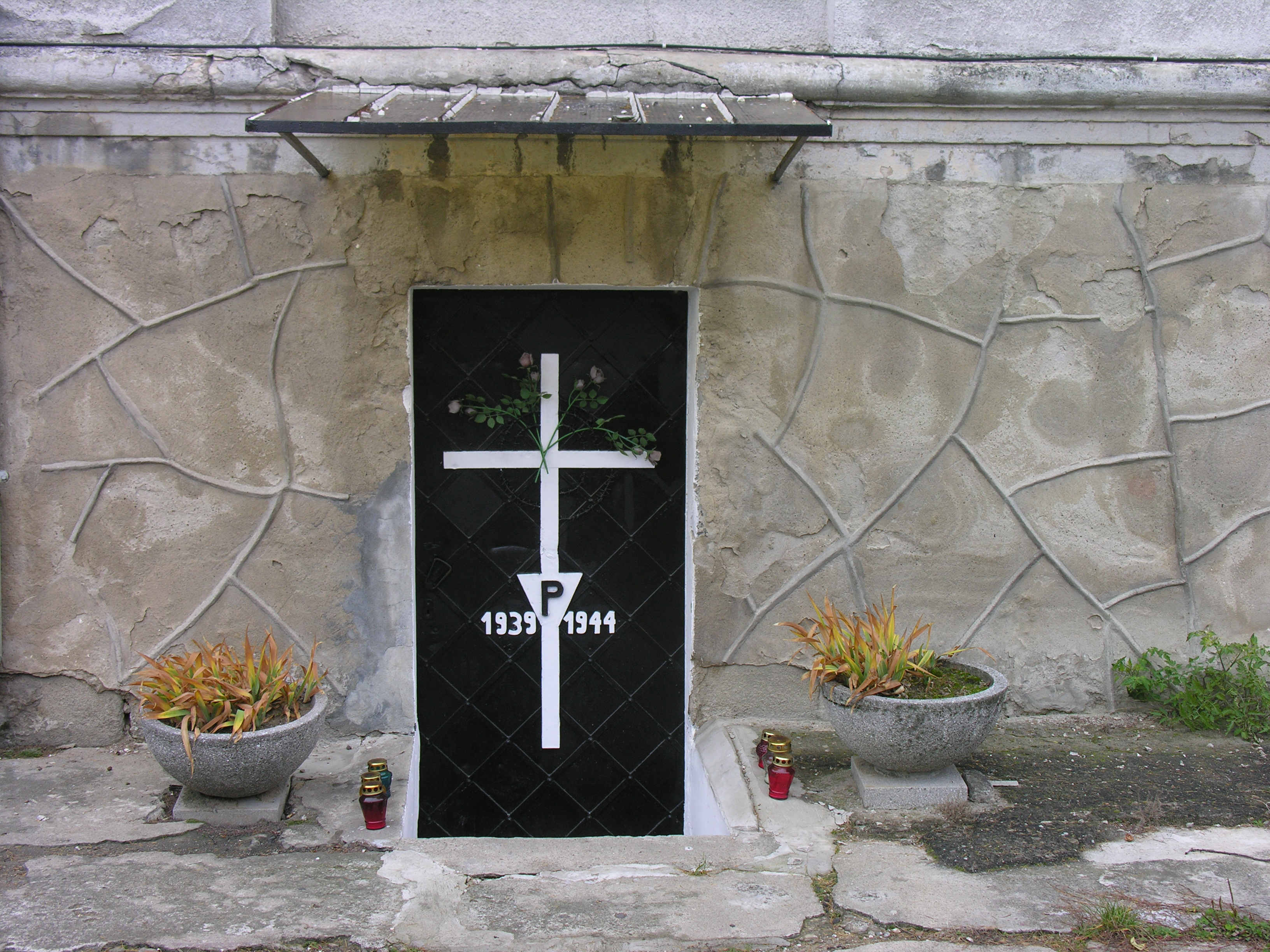
Wejście do cell dawnego więzienia gestapo

Do zbiórki funduszy i wybudowania gmachu bursy przyczynił się dyrektor C. K. Gimnazjum w Jaśle, Józef Słotwiński. Bursa powstała przy ul. Na Młynek (obecnie ul. Za Bursą nr 1), gdzie zakupiono parcelę, na której rozpoczęto budowę, zakończoną jesienią 1912. Budynek miał pierwotnie służyć uczniom jasielskiego gimnazjum. Dnia 5 października 1912 bursę uroczyście poświęcono i nadano jej imię Adama Mickiewicza. W okresie pierwszej wojny światowej budynek pełnił funkcję szpitala wojskowego.
Od 1 maja 1940 bursa stała się siedzibą gestapo. Odtąd wszystkich aresztowanych i przebywających w jasielskim więzieniu w niej przesłuchiwano. Byli oni przewożeni z więzienia i przetrzymywani w czterech niewielkich piwnicznych celach.
Miejsce brutalnego przesłuchiwania przez gestapo ówczesnego księdza, a obecnie Sługi Bożego Stanisława Kołodzieja.
Kolejnymi szefami placówki gestapowskiej byli komisarze kryminalni: SS-Hauptsturmführer Heinz Schultze (od 1 maja 1940 do 18 stycznia 1941), SS-Hauptsturmführer Wilhelm Raschwitz (do 12 sierpnia 1943), SS-Obersturmführer Heinrich Hamann (do 1 listopada 1943) i SS-Untersturmführer Josef Palten.
Według niepotwierdzonych informacji z Bursy udało się zbiec kilku osobom, natomiast pewna jest tylko jedna ucieczka – ppor. AK Stanisława Wachowskiego ps. Jurand. W trakcie przesłuchania poprosił o wyjście do toalety, z drzwiami zawieszonymi wyżej, by strażnik widział nogi więźnia. Ppor. Wachowski ściągnął buty i uciekł przez okno, następnie dotarł do Dębowca.
Po wysiedleniu jaślan jesienią 1944 roku obiekt został spalony, jak większość zabudowy miasta. Odbudowano go po wojnie. Stał się oddziałem psychosomatycznym szpitala jasielskiego. W ocalałych celach w podziemiach powstała Izba Pamięci. Zachowały się w niej m.in. kajdany do zakuwania więźniów, oraz fragmenty ścian z oryginalnymi napisami. Na zewnątrz budynku umieszczono tablicę upamiętniającą ofiary.
Od 1991 roku Miejscem Pamięci opiekują się harcerze i instruktorzy 139 Drużyny Harcerskiej Lisy.